# Rolls-Royce Eagle
Il Rolls-Royce Eagle era un Motore aeronautico 12 cilindri a V raffreddato a liquido prodotto dall'azienda britannica Rolls-Royce Limited agli inizi tra la metà degli anni dieci ed i tardi anni venti del XX secolo.

## Storia

### Sviluppo
Il primo motore fu disponibile nel 1915 e la produzione cessò nel 1928, dopo che ne erano stati realizzati 4.681 esemplari.

## Descrizione tecnica
La cilindrata era di 20 L (1.220 in³), mentre l'angolo tra le due blocchi di cilindri era di 60°. Il raffreddamento del propulsore era a liquido. Il motore era dotato, in ogni blocco, di un albero a camme in testa. Alesaggio e corsa erano rispettivamente di 114,3 per 165,1 mm (4,5 per 6,5 in). La potenza erogata era di 360 hp (268 kW) a 1.800 giri al minuto. L'Eagle pesava circa 408 kg (900 lb). Il motore non era dotato di sistemi di sovralimentazione.

## Versioni

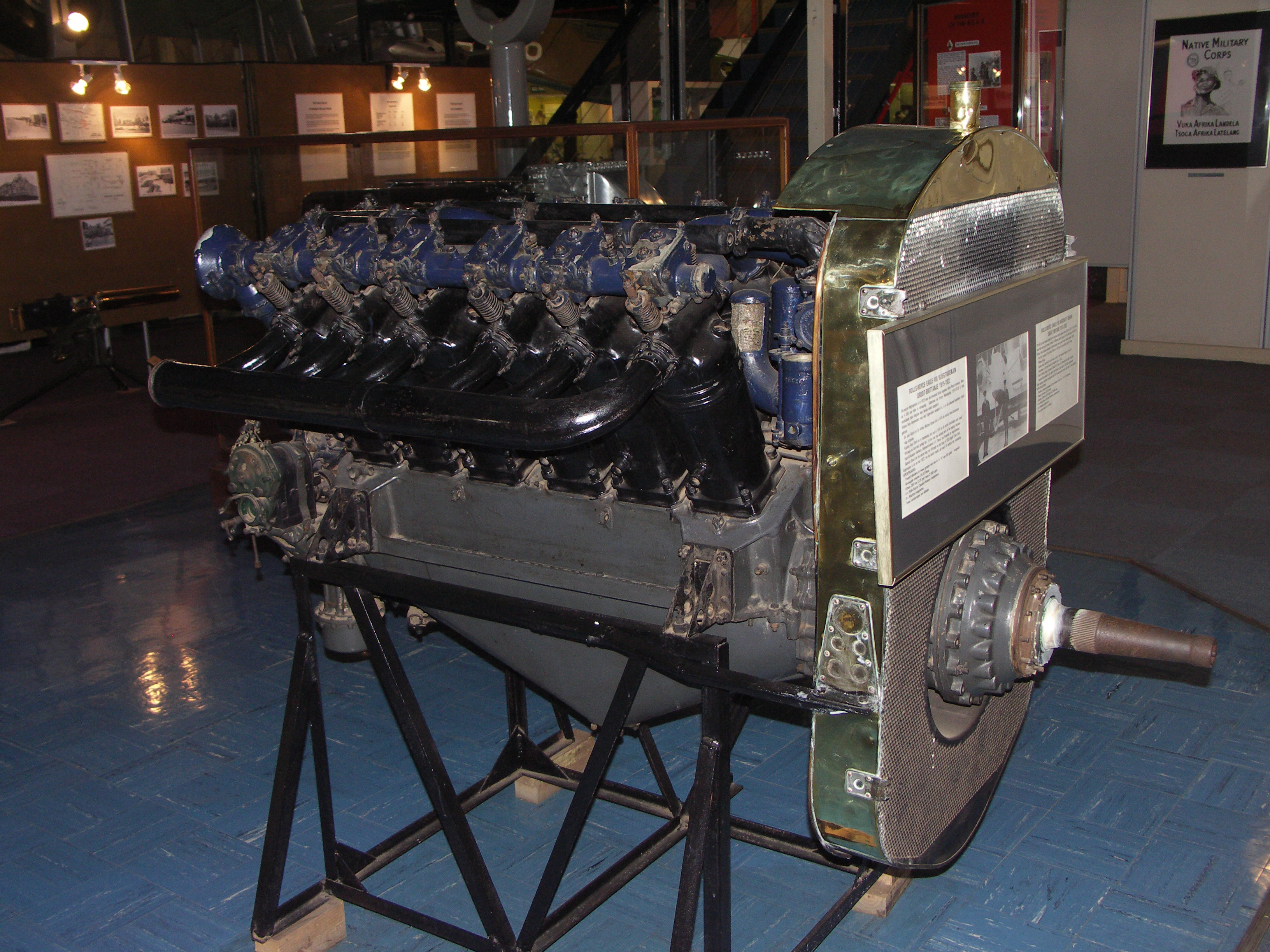
Rolls-Royce Eagle VIII.

Note:
Eagle I (Rolls-Royce 250 hp Mk I)
(1915), versione da 225 hp, 104 unità costruite sia con moto all'albero orario che antiorario.
Eagle II (Rolls-Royce 250 hp Mk II)
(1916), 250 hp, 36 esemplari prodotti a Derby.
Eagle III (Rolls-Royce 250 hp Mk III)
(1917-1927), 250 hp, versione caratterizzata dall'incremento del rapporto di compressione (4,9:1) e pistoni irrobustiti. 110 esemplari prodotti a Derby.
Eagle IV (Rolls-Royce 250 hp Mk IV)
(1916-17), 270/286 hp, 36 esemplari prodotti a Derby.
Eagle V (Rolls-Royce 275 hp Mk I)
(1916-17), 275 hp, high-lift camshaft, 100 esemplari prodotti a Derby.
Eagle VI (Rolls-Royce 275 hp Mk II)
(1917), 275 hp, primo utilizzo dell'impianto d'accensione a doppia candela, 300 esemplari prodotti a Derby.
Eagle VII (Rolls-Royce 275 hp Mk III)
(1917-18), 275 hp, 200 esemplari prodotti a Derby.
Eagle VIII
(1917-1922), 300 hp, versione interessata da ampie modifiche, 3 302 esemplari prodotti a Derby.
Eagle IX
(1922-1928), 360 hp, sviluppato come motore per uso civile, 373 esemplari prodotti a Derby.

## Velivoli utilizzatori

### Aerei
Germania
- Albatros L 58
- Dornier Wal

 Regno Unito
- Airco DH.4
- Airco DH.9
- Airco DH.10
- Airco DH.16
- ANEC III
- BAT F.K.26
- Blackburn Blackburd
- Fairey III
- Fairey Campania
- Felixstowe F.2
- Felixstowe F.3
- Felixstowe F.4

- Felixstowe F.5
- Grahame-White G.W.E.7
- Handasyde H.2
- Handley Page Type O
- Handley Page V/1500
- Handley Page Type W
- Hawker Horsley
- Porte Baby
- Porte Fury
- Royal Aircraft Factory F.E.2
- Royal Aircraft Factory F.E.4
- Royal Aircraft Factory R.E.7
- Short Bomber
- Short N.1B Shirl
- Short Type 184
- Sopwith Atlantic

- Sopwith Wallaby
- Sopwith Tractor Triplane
- Supermarine Commercial Amphibian
- Supermarine Scarab
- Supermarine Sea Eagle
- Supermarine Swan
- Vickers F.B.11
- Vickers Valparaiso (Mk.II)
- Vickers Vernon
- Vickers Viking
- Vickers Vulcan
- Vickers Vulture
- Vickers Vimy

 Stati Uniti
- Curtiss H.12 Large America
- Curtiss-Wanamaker Triplane
- Wight Converted Seaplane

### Dirigibili
Regno Unito
- Admiralty N.S.3 North Sea Airship
- Admiralty 23 Class Airship

## Esemplari attualmente esistenti
Esemplari del Rolls-Royce Eagle sono in esposizione presso le seguenti strutture museali:
- Science Museum, Londra
- Canada Aviation Museum
- South African National Museum of Military History, Johannesburg
- South African Air Force Museum, Port Elizabeth

Uno dei due motori Eagle che equipaggiavano il Vickers Vimy durante lo storico volo transatlantico effettuato da John Alcock e Arthur Whitten Brown è esposto al Derby Industrial Museum.